# I Me Mine
«I Me Mine» es una canción de The Beatles escrita y cantada por George Harrison. I Me Mine es también el título de la autobiografía de Harrison. La canción tiene sus orígenes en enero de 1969 en las sesiones de Let It Be, cuando fue ensayada por la banda en los Twickenham Studios. Fue la última canción grabada por la banda antes de su separación en 1970, pero sin John Lennon.

## Origen
Citado de Harrison: "I Me Mine es el problema de ego." El conjunto de los pronombres que integra el título de la canción es una forma convencional de hacer referencia al ego en un contexto hindú. Tal vez inconscientemente, la canción también refleja la reacción de Harrison a los choques de egos en los días finales de The Beatles como un grupo. 
La canción fue inspirada por la música incidental para un programa de televisión de la BBC, Europa—The Titled and the Untitled, que salió al aire el 7 de enero de 1969, Harrison escribió la canción esa noche e interpretó la canción a la mañana siguiente.

## Grabación y lanzamiento
La película Let It Be cuenta con un segmento en el que Harrison toca la canción para Ringo Starr, que describió como "un vals pesado", y la banda se ve entonces a realizar la melodía, mientras John Lennon baila con Yōko Ono. 
La canción fue lanzada en el álbum Let It Be, sin embargo, The Beatles no registraron correctamente la canción durante las sesiones de enero de 1969. Cuando el director Michael Lindsay-Hogg decidió incluir "I Me Mine" en el segmento de la película Let It Be, los Beatles decidieron hacer un registro adecuado de la canción para su inclusión en el álbum de acompañamiento. Paul McCartney, Harrison y Starr se reunieron en el estudio, el 3 de enero de 1970 a grabar una nueva versión de la canción. John Lennon no estaba disponible ya que se encontraba de vacaciones en Dinamarca. Lennon había dejado la banda en septiembre de 1969 después del lanzamiento de Abbey Road, así que de cualquier manera se desconoce si él hubiera asistido a grabar la canción.
En enero de 1970, en la sesión de grabación para esta canción, fue la última de The Beatles (al menos hasta Free as a Bird / sesiones de reunión de Real Love en 1995), aunque las sesiones de "I Want You (She's So Heavy)" y "The End" en agosto de 1969 fueron las últimas en que los cuatro Beatles estaban presentes.

## Personal[3]
- George Harrison - voz, armonía vocal, guitarra acústica (Gibson J-200), guitarra principal (Gibson Les Paul Standard "Lucy").
- Paul McCartney - armonía vocal, bajo (Rickenbacker 4001s), órgano (Hammond RT-3).
- Ringo Starr - batería (Ludwig Hollywood Maple).
- George Martin - productor
- Phil Spector - productor
- Phil MacDonald - ingeniero
- Peter Brown - ingeniero
- Acreditado - 18 violines, 4 violas, 4 cellos, 1 arpa, 3 trompetas, 3 trombones.